# Мессинська наречена

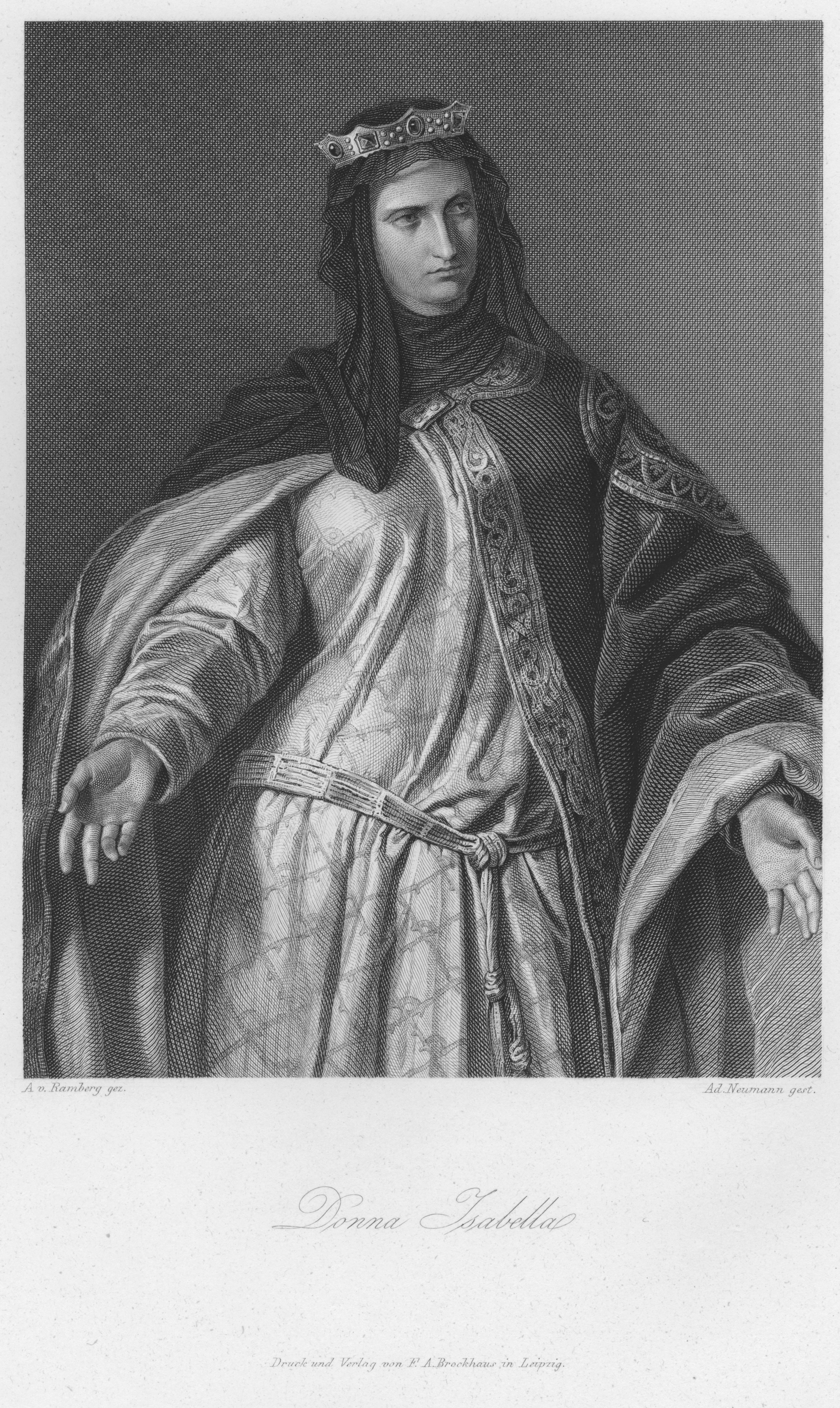
Донна Ізабелла

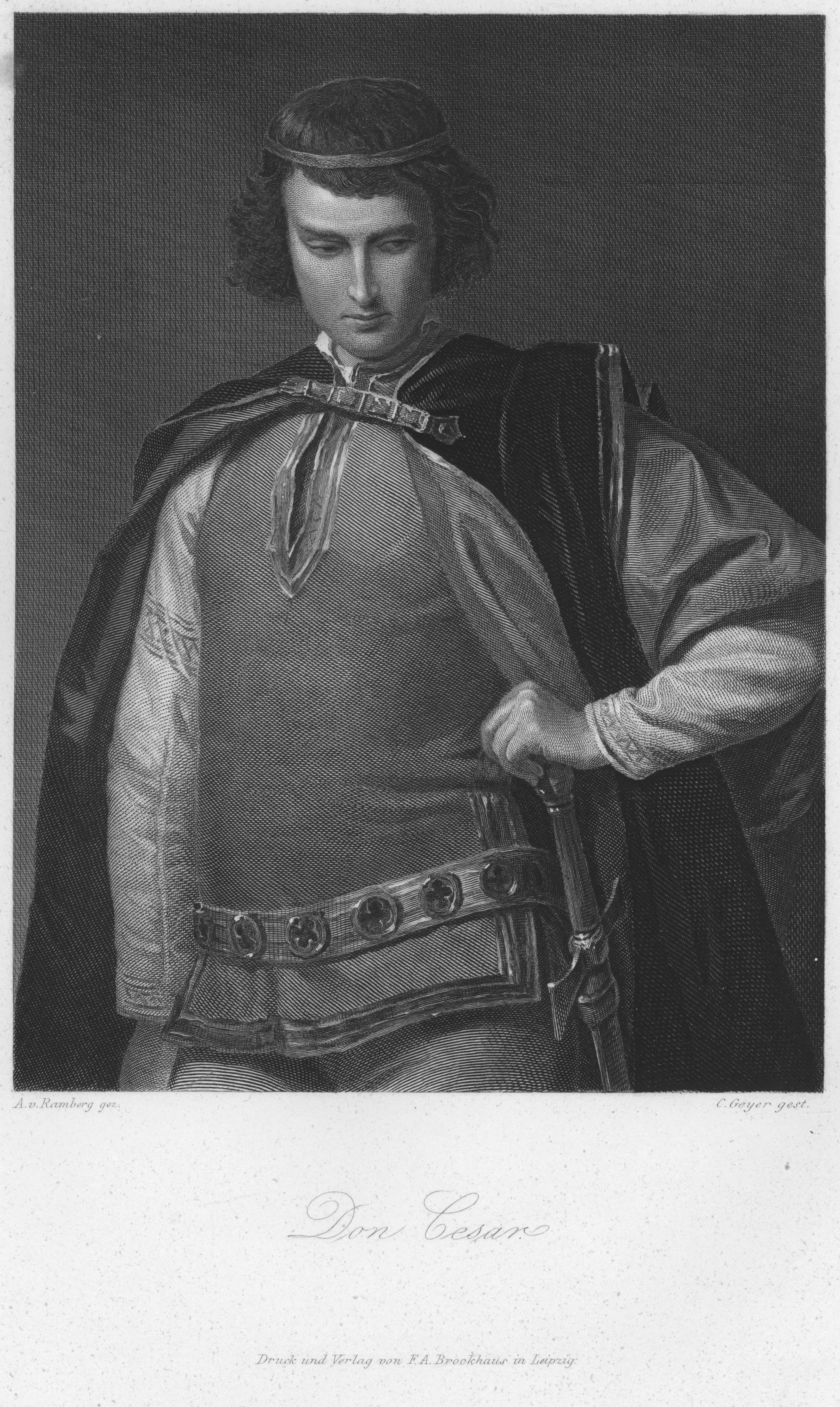
Дон Чезар

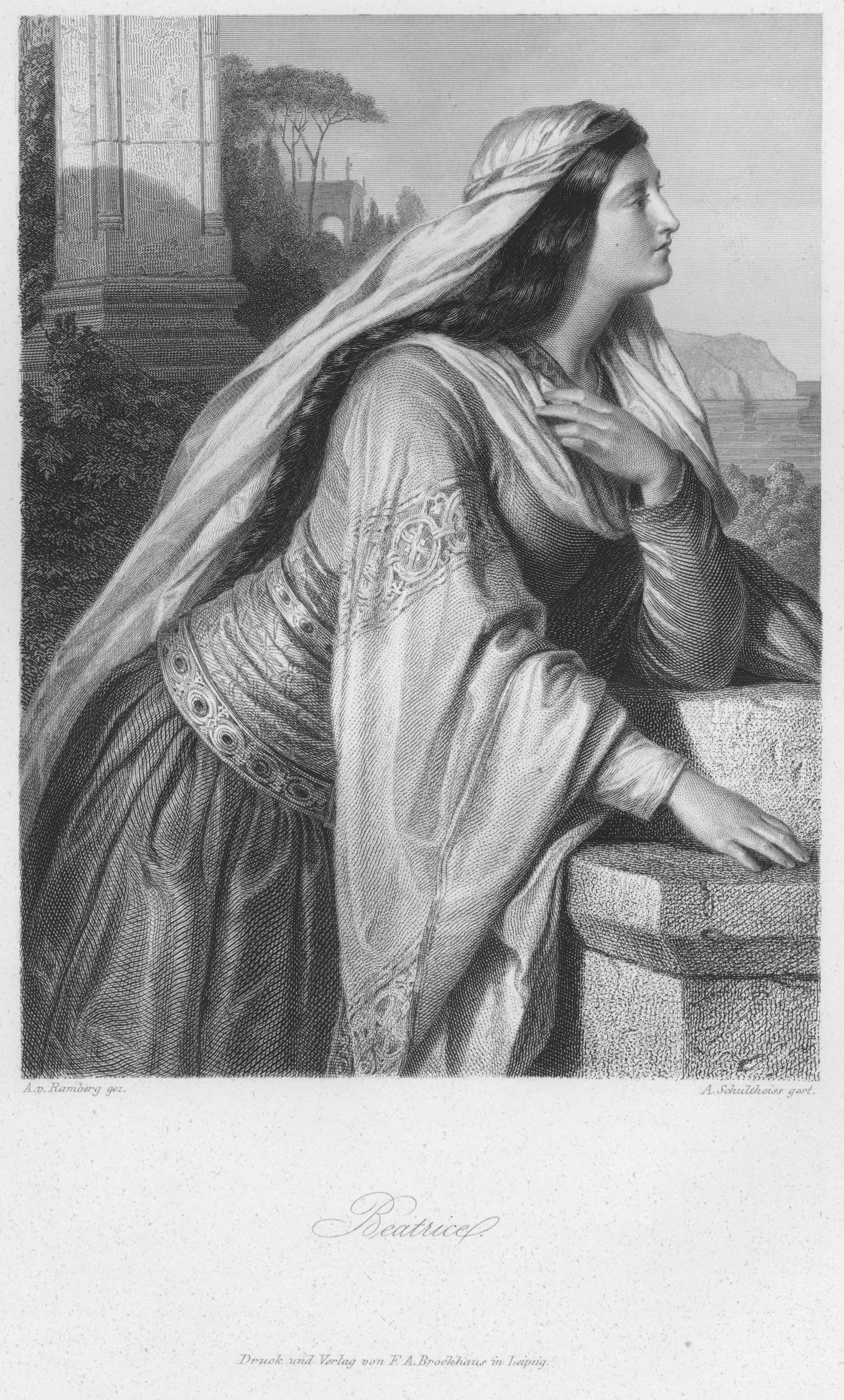
Беатріче

«Мессинська наречена, або брати-вороги» (нім. Die Braut von Messina oder die feindlichen Brüder) — драма Фрідріха Шиллера.

## Історія створення
Автор жанрово означив свій твір як «трагедія для хору». Світова прем'єра відбулася 19 березня 1803 року у Веймарському театрі.Після негативної реакції критиків на першу постановку, твір протягом довгого часу вважалася менш цінним, ніж інші п'єси Шиллера, і відходив на другий план. Навіть сьогодні це одна з найменш відомих драм Шиллера. У «Мессинській нареченій» Шиллер намагався поєднати елементи античного і сучасного театру. П'єса містить тему неминучості долі й чітко наслідує традицію великої грецької трагедії, що представлена творчістю Евріпіда та Софокла. Як і її античні взірці, драма закінчується загибеллю цілого роду. Використання хорів мало лише підкреслити ці античні риси (Шиллер також написав передмову «Про використання хору в трагедії», в якій обґрунтовував та виправдовував залучення хору). Письменник обрав місцем дії Сицилію, де перетинається античність та сучасність, християнство та поганство.

## Сюжет
Події починаються у палаці в Мессіні, де нещодавно овдовіла королева Ізабелла після тривалого конфлікту знову примиряє своїх двох синів, дона  Мануеля і дона Чезара. Після закінчення  суперечки, Ізабелла розповідає синам, що у них є сестра, яка виховувалася у монастирі, але тепер вона має намір знову повернути дочку до палацу. 
Ізабелла віддала дівчинку на виховання до монастиря, оскільки померлий нині король віддав наказ вбити дитя відразу після народження. Цей наказ видано, щоб вберегти королівських синів, адже арабський астролог заповів, що майбутня дочка призведе до загибелі цілого роду.  
Однак Ізабелла мала інший сон (королеві приснилося, що її дочці вдасться примирити її синів у любові), який переповіла монахам монастиря, що погодилися за додаткову плату укривали та уберігали у себе дочку королеви.
Нічого не підозрюючи, дон Мігель і дон Чезара вже зустріли свою сестру Беатріче та обоє закохалися в неї. Під кінець дон Чезара знаходить дона Мігеля в обіймах Беатріче та у пориві ревнощів вбиває брата. Коли королева відкриває справжню особу Беатріче, дон Чезар вирішує покінчити життя самогубством і у такий спосіб спокутати вчинений злочин.

## Адаптації
1884 року відбулася прем'єра опери «Nevěsta messinská» чеського композитора Зденека Фібіха, а 1839 року «La sposa di Messina» італійського композитора Ніколи Ваккаї. У 1850—1851 роках Роберт Шуман написав увертюру «Die Braut von Mesina», як свій Op. 100.